# 2002년 동계 올림픽 스페인 선수단
2002년 동계 올림픽 스페인 선수단은 미국 솔트레이크시티에서 개최된 2002년 동계 올림픽에 참가한 올림픽 스페인 선수단이다.

## 참조
- 올림픽 공식 결과 보관됨 2012-02-04 - 웨이백 머신